# František Hylmar
František Hylmar SJ (* 12. září 1957 Hradec Králové) je český katolický kněz a jezuita, někdejší provinciál České provincie Tovaryšstva Ježíšova. V čele provincie stál od 16. května 2004 do 3. února 2013, celkem tři funkční období.

## Život
Vystudoval geodézii a kartografii na ČVUT. Dále pracoval více než osm let jako geodet v dálkovém průzkumu země. Dva měsíce před sametovou revolucí v listopadu 1989 za velmi drsných podmínek tehdejšího komunistického režimu vstoupil k jezuitům. Druhý rok noviciátu strávil na Hostýně. Dále studoval tři roky filozofii v Krakově a tři roky teologii v Dublinu. Po návratu do České republiky působil dva roky v pastoraci vysokoškolských studentů. V této době zároveň vyučoval filozofii a sociální nauku církve na Vyšší odborné škole „Caritas“ v Olomouci. V Olomouci také přijal roku 1998 kněžské svěcení.
Posléze byl poslán na postgraduální studia spirituality v Madridu. Od roku 2004 byl provinciálem české provincie jezuitů. Původně měl svou funkci předat již v květnu 2010 Janu Adamíkovi, který se jí však ze zdravotních důvodů nakonec nemohl zhostit. Generální představený řádu Adolfo Nicolás proto tehdejšího provinciála Františka Hylmara pověřil, aby ve službě provinciála pokračoval.